# 玉西站
玉西站（：／ Okseo yeok */?）曾为韩国铁路长项线和玉西三角线上的一个车站，位于忠清南道保宁市蓝浦面玉西里，启用时间不详，目前已废止。